# Victorià, Frumenci i companys
Victorià, Frumenci i companys són un grup de màrtirs cristians, morts a Adrumetum en 484 durant les persecucions dels vàndals arrians.
Huneric, rei dels vàndals, va començar la persecució dels preveres i monjos catòlics en 480, i el 484 començà a perseguir els altres, simples creients. Victorià era un catòlic ric d'Adrumetum, procònsol, que havia estat nomenat pel mateix Hunneric i l'havia servit adequadament, fins que el rei es convertí a l'arrianisme. En no voler abjurar de la seva fe, va ésser torturat i mort.
També van ser morts quatre mercaders: dos es deien Frumenci i eren de Cartago. Altres dos eren germans de la ciutat d'Aquae Regiae a la Bizacena, i van ésser morts a Tabauda.